# Moord op Joseph Augustus Zarelli
Joseph Augustus Zarelli (13 januari 1953 - februari 1957), voorheen bekend als de “Boy in the Box” (“jongen in de doos”), was een jongen wiens naakte, zwaar toegetakelde lichaam op 25 februari 1957 werd gevonden aan de kant van Susquehanna Road, in Philadelphia (Pennsylvania). Op 8 december 2022, 65 jaar nadat zijn lichaam was gevonden, werd de jongen publiekelijk geïdentificeerd als Joseph Augustus Zarelli tijdens een persconferentie gehouden door de politie van Philadelphia. Zijn ouders zouden Betsy Abel en Gus Zarelli zijn geweest.

## Vondst
Op 25 februari 1957 werd het lichaam van Zarelli, gewikkeld in een geruite deken, gevonden in de bossen bij Susquehanna Road in Fox Chase, Philadelphia. Het lichaam werd voor het eerst ontdekt door een jonge man die zijn muskusrattenvallen controleerde. Uit angst dat de politie zijn vallen in beslag zou nemen, deed hij geen verslag van wat hij had gevonden. Een paar dagen later zag een student een konijn het kreupelhout in rennen. Wetende dat er dierenvallen in het gebied waren, stopte hij met zijn auto om het te onderzoeken en ontdekte het lichaam. Hij was ook terughoudend om enig contact met de politie te hebben, maar hij rapporteerde de volgende dag wat hij had gevonden, nadat hij had gehoord van de verdwijning van Mary Jane Barker.
Het naakte lichaam van Zarelli bevond zich in een kartonnen doos van een type wieg dat door J.C. Penney werd verkocht. Er waren tekenen van ernstige ondervoeding, evenals chirurgische littekens op de enkel en lies, en een L-vormig litteken onder de kin. Op het lichaam waren diverse blauwe plekken te zien. Zarelli's haar leek recentelijk geknipt, mogelijk na het overlijden, omdat er bosjes haar aan het lichaam kleefden. Het lichaam leek verder schoon en verzorgd te zijn.

## Onderzoek
De politie ontving het rapport en opende op 26 februari 1957 een onderzoek. De vingerafdrukken van de dode jongen werden genomen en de politie was aanvankelijk optimistisch dat hij spoedig zou worden geïdentificeerd. Er kwam echter geen bruikbare informatie binnen. Om die reden werden er posters met daarop foto's van het lichaam van het slachtoffer tijdens het eerste onderzoek verspreid.
De zaak trok massale media-aandacht in Philadelphia en de Delaware Valley. De Philadelphia Inquirer drukte 400.000 posters af met afbeeldingen van de jongen. Deze werden in de omgeving verspreid en per post verzonden. De plaats van het misdrijf werd keer op keer uitgekamd door 270 rekruten van de politieacademie. Zij vonden een blauwe corduroy muts van een man, een kindersjaal en een witte zakdoek van een man met de letter "G" in de hoek, maar deze aanwijzingen leidden nergens toe. Omdat het lichaam niet geïdentificeerd kon worden, stond hij bekend als "America's Unknown Child".
De politie verspreidde ook een foto van de jongen waarop hij volledig gekleed en in een zittende houding was geplaatst. De politie hoopte dat mensen hem op deze manier zouden herkennen en met aanwijzingen zouden komen.
Op 21 maart 2016 bracht het National Center for Missing & Exploited Children een forensische gezichtsreconstructie van het slachtoffer uit en voegde hem toe aan hun gegevensbank. Ondanks de publiciteit en sporadische belangstelling door de jaren heen, bleef de identiteit van de jongen onbekend tot 30 november 2022. Op die dag kondigde de politie van Philadelphia aan dat rechercheurs de identiteit van de jongen hadden ontdekt met behulp van DNA en genealogische gegevens.

## Theorieën
Er zijn in de loop der jaren veel theorieën naar voren gebracht over de identiteit van het kind, die vaak als onbetrouwbaar worden beschouwd, terwijl twee theorieën grote belangstelling hebben gewekt en in de loop van de tijd uitgebreid zijn onderzocht.

### Het opvanghuis
Op ongeveer 2,5 kilometer van het lichaam bevond zich een opvanghuis. In 1960 nam Remington Bristow, een medewerker van het kantoor van de lijkschouwer die belangstelling had voor de zaak, contact op met een helderziende uit New Jersey die hem vertelde op zoek te gaan naar een huis. De helderziende werd meegenomen naar de locatie waar het lichaam was gevonden en nam Bristow vanaf daar mee naar het opvanghuis. Hij ontdekte ook dekens die leken op de dekens waarin het lichaam van het kind was gewikkeld. Bristow geloofde dat het kind de zoon was van de stiefdochter van de man die de leiding had over het opvanghuis. Volgens Bristow zouden ze het lichaam hebben achtergelaten zodat de stiefdochter niet zou worden ontmaskerd als een ongehuwde moeder. Hij speculeerde dat de dood van de jongen een ongeluk was. Ondanks indirect bewijs kon de politie geen belangrijke connecties vinden tussen "de jongen in de doos" en het gezin dat het opvanghuis beheerde.
In 1998 interviewden politieluitenant Tom Augustine, die de leiding had over het onderzoek, en andere leden van de zogenaamde "Vidocq Society" (een groep gepensioneerde politieagenten en profilers) de beheerder en de stiefdochter. De twee waren inmiddels getrouwd en het onderzoek werd daarom afgesloten.

### De vrouw die bekend staat als "Martha" of "M"
Een andere theorie werd in februari 2002 naar voren gebracht door een vrouw die alleen geïdentificeerd werd als "Martha" of "M". De politie vond haar verhaal aannemelijk, maar twijfelde aan haar getuigenis, aangezien ze in het verleden aan een psychische aandoening leed. "M" verklaarde dat haar moeder, een gewelddadige vrouw, het kind (wiens naam Jonathan was) in de zomer van 1954 van zijn ouders had gekocht. Daarna werd de jongen twee en een half jaar lang onderworpen aan extreem fysiek en seksueel misbruik. Op een avond tijdens het avondeten had het kind de bonen die hij aan het eten was uitgebraakt, werd naar verluidt, volgens de vrouw, gewelddadig geslagen en met zijn hoofd op de grond gestoten, terwijl hij bewusteloos was. Daarna deed ze hem in bad en overleed de jongen. Deze informatie kwam overeen met die waarover de politie beschikte: de lijkschouwer vond in feite de resten van gestoofde bonen in de maag en de vingers waren gerimpeld door het water. De moeder van "M" zou vervolgens het haar van de jongen hebben afgeknipt zodat hij niet herkend zou worden.
Zij dwong "M" om haar te helpen bij het ontdoen van het lichaam bij Fox Chase. "M" vertelde verder dat toen zij en haar moeder op het punt stonden het lichaam uit de kofferbak van de auto te halen, een passerende motorrijder stopte om hulp te bieden. M kreeg te horen dat zij voor de nummerplaat van de auto moest gaan staan om deze af te dekken. Deze informatie kwam overeen met die van een getuige in 1957. Ondanks de mogelijke waarheidsgetrouwheid van de door M aan de politie verstrekte informatie, konden zij zijn verklaringen niet verifiëren. Buren die toegang hadden tot het huis van M ontkenden dat daar een kind woonde en deden haar getuigenis af als "belachelijk".

### Andere theorieën
Forensisch kunstenaar Frank Bender ontwikkelde een theorie dat het kind als meisje zou zijn opgevoed. Zowel het kapsel als de verzorgde wenkbrauwen vormden de basis van zijn theorie. Bender maakte later een schets van de jongen met lang haar, die de haarlokken weerspiegelde die op het lichaam waren gevonden.
In 2016 dachten twee schrijvers, Jim Hoffmann uit Los Angeles en Louis Romano uit New Jersey, dat ze een mogelijke link hadden gevonden met zaak uit Memphis, Tennessee. Ze vroegen om DNA te vergelijken met van leden van de familie met het kind. De aanwijzing werd oorspronkelijk ontdekt door een man uit Philadelphia (die Romano en Hoffman had geïntroduceerd) en de twee hielpen de man uit Philadelphia om DNA te verkrijgen van een specifieke familielid. Dit DNA werd in januari 2014 naar de politie van Philadelphia gestuurd. In oktober 2017 bevestigde de politie dat er geen match was tussen het DNA van de man en die van het kind.